# 前180年
| 千纪： | 前1千纪 |
| 世纪： | 前3世纪 \| 前2世纪 \| 前1世纪                                                                                         |
| 年代： | 前210年代 \| 前200年代 \| 前190年代 \| 前180年代 \| 前170年代 \| 前160年代 \| 前150年代                               |
| 年份： | 前185年 \| 前184年 \| 前183年 \| 前182年 \| 前181年 \| 前180年 \| 前179年 \| 前178年 \| 前177年 \| 前176年 \| 前175年 |
| 纪年： | 西汉高后八年 |

## 大事记
- 8月19日，呂雉去世。
- 9月12日，劉襄舉兵西攻長安。
- 9月26日，陳平等人發動誅呂政變。
- 9月28日，陳平恢復右丞相之職，挾天子而令天下。
- 10月4日，陳平遣使命令劉氏諸王奉命罷兵，诸吕之乱落幕。
- 11月14日，代王劉恒登基，是為漢文帝。

## 出生
- 董仲舒，西汉学者（逝世于前115年）
- 雅典的阿波羅多洛斯，古希臘學者。
- 維里阿修斯，盧西塔尼亞人的領袖。

## 逝世
- 8月18日 - 吕雉，西漢高后，劉邦的皇后（約出生于前241年）
- 王陵，曾任西漢右丞相、太傅。死后谥武侯。
- 呂產，漢高祖皇后呂雉之長兄呂澤之子，趙王劉恢的岳父，前181年受封梁王。
- 呂祿，漢高祖皇后呂雉之次兄呂釋之之子，前181年受封趙王。
- 呂通，漢高祖皇后呂雉之次兄呂澤之孫，前180年受封燕王。
- 劉弘，漢惠帝之子，前184年被立為西漢皇帝，是為後少帝，諸呂之亂平定後，被宣稱非漢惠帝親生而誅殺。
- 劉朝，漢惠帝之子，諸呂之亂平定後，被宣稱非漢惠帝親生而誅殺。
- 劉武，漢惠帝之子，諸呂之亂平定後，被宣稱非漢惠帝親生而誅殺。
- 劉太，漢惠帝之子，諸呂之亂平定後，被宣稱非漢惠帝親生而誅殺。
- 拜占庭的阿里斯托芬